# Freudenstadt Hauptbahnhof
Freudenstadt Hauptbahnhof is een spoorwegstation in de Duitse plaats Freudenstadt.   